# Poul Nyrup Rasmussen
Poul Nyrup Rasmussen (ur. 15 czerwca 1943 w Esbjergu) – duński polityk, premier Danii w latach 1993–2001, od 2004 do 2009 deputowany do Parlamentu Europejskiego, od 2004 do 2011 przewodniczący Partii Europejskich Socjalistów.

## Życiorys
W 1971 ukończył studia magisterskie w zakresie nauk ekonomicznych na Uniwersytecie Kopenhaskim. Do 1986 był ekonomistą w duńskich związkach zawodowych. W latach 1980–1986 pracował jako główny ekonomista, a następnie był przez dwa lata dyrektorem funduszu emerytalnego.
Jednocześnie zaangażował się w działalność polityczną w ramach Socialdemokraterne. Pełnił funkcję wiceprzewodniczącego (od 1987) i następnie (1992–2002) przewodniczącego tego ugrupowania (zastąpił do Mogens Lykketoft). Od 1988 do 2004 sprawował mandat posła do Folketingetu.
25 stycznia 1993 Poul Nyrup Rasmussen stanął na czele duńskiego rządu. Do 27 listopada 2001 stał na czele czterech kolejnych gabinetów. 28 września 2000 jego rząd zorganizował referendum w sprawie zastąpienia duńskiej korony przez walutę euro, w którym 53,2% głosujących opowiedziało się przeciwko tej propozycji. W wyborach w 2001 socjaldemokraci przegrali z liberalną partią Venstre, tracąc (po raz pierwszy od 1920) swoją dominującą pozycję w duńskim parlamencie.
Poul Nyrup Rasmussen pozostał posłem, zaangażował się też w działalność Partii Europejskich Socjalistów. W 2004 został jej przewodniczącym, funkcję tę pełnił do 2011.
W wyborach do Parlamentu Europejskiego w tym samym roku Poul Nyrup Rasmussen uzyskał rekordową liczbę głosów (ponad 407 tysięcy). W PE VI kadencji został członkiem Grupy Socjalistycznej, Komisji Spraw Zagranicznych oraz zastępcą w Komisji Gospodarczej i Monetarnej. W Europarlamencie zasiadał do 2009.

## Życie prywatne
Był mężem polityk Lone Dybkjær, działaczki socjalliberałów, która zmarła w 2020. Jego córka Signe zmarła w 1993 w wieku 24 lat. Wychowywał dwie pasierbice.